# Янополь (Свентокшиське воєводство)
Янополь (пол. Janopol) — село в Польщі, у гміні Ожарув Опатовського повіту Свентокшиського воєводства.
Населення — 31 особа (2011).
У 1975-1998 роках село належало до Тарнобжезького воєводства.

## Демографія
Демографічна структура на день 31 березня 2011 року:
|          | Загалом | Допрацездатний вік | Працездатний вік | Постпрацездатний вік |
| -------- | ------- | ------------------ | ---------------- | -------------------- |
| Чоловіки | 15      | 0                  | 13               | 2                    |
| Жінки    | 16      | 1                  | 9                | 6                    |
| Разом    | 31      | 1                  | 22               | 8                    |